# Pithecheir melanurus
Pithecheir melanurus — вид гризунів з родини мишевих, ендемік зх. Яви, Індонезія.

## Морфологічна характеристика
Довжина голови і тіла від 148 до 180 мм, довжина хвоста від 172 до 215 мм, довжина лапи від 26 до 32 мм, довжина вух від 18 до 20 мм, вага до 135 грамів. Волосяний покрив дуже довгий і м'який. Дорсальні частини червонуваті, з основою волосків темно-сірого кольору, а черевні частини білі. Вуха і ноги червонуваті. Хвіст довший за голову і тіло і рівномірно темний.

## Середовище проживання
Ймовірно, він живе в тропічних лісах на висоті до 1200 метрів над рівнем моря.

## Спосіб життя
Це деревний вид. Він будує кулясті гнізда з листя або моху на гілках або порожнистих стовбурах дерев.